# 神戸市立ポートアイランドスポーツセンター
神戸市立ポートアイランドスポーツセンター（こうべしりつポートアイランドスポーツセンター、英語: Kobe Portisland Sports Center）は、兵庫県神戸市中央区にある屋内スポーツ施設である。
神戸市が設置し、指定管理者制度に基づき公益財団法人神戸市スポーツ協会・株式会社加藤商会・アシックスポーツファシリティーズ株式会社の共同企業体が管理・運営を行っている。

## 概要
ポートアイランドの埋立事業の記念施設として、国際競技の開催および一般市民のレクリエーション施設として建設された。現在も国際大会等が数々行われている。
年間を通して利用できる25m温水プールと、夏季シーズンのみ営業する50m競泳プール、飛び込みプール、冬季シーズンのみ営業するスケートリンクがある。スケートリンクではフィギュアスケート・スピードスケート・アイスホッケー等の国際競技ができる。3階には観覧席があり、常設2,500席、仮設500席の計3,000席が設けられている。競泳プール、飛び込みプール、スケートリンク、観覧席は、側面に採光窓を設備した大屋根で覆われた大空間として計画設計され、建物のシンボルとなっている。
指定管理者制度に基づき、公益財団法人神戸市スポーツ協会・株式会社加藤商会・アシックスポーツファシリティーズ株式会社の共同企業体が管理・運営を行っている。

## 施設
- 競泳プール：50m×25m 水深2.0m 8コース（日本水泳連盟公認）
- 飛び込みプール：22m×20m 水深5m 高さ10m/7.5m/5m/3m/1m（日本水泳連盟公認）
- 温水プール：25m×10m 水深1.1m 5コース（日本水泳連盟公認）
  - 幼児用プール：水深0.5m
- スケートリンク
  - メインリンク：60m×30m 氷厚11cm（国際規定リンク）
  - サブリンク：28m×18m 氷厚11cm
- 諸施設（更衣シャワー室、会議室、スポーツショップ、貸靴コーナー等）

## 交通
- 神戸新交通ポートアイランド線（ポートライナー） 市民広場駅 下車すぐ